# Amphicoma pacholatkoi
Amphicoma pacholatkoi es una especie de coleóptero de la familia Glaphyridae.

## Distribución geográfica
Habita en Tailandia.